# De Veenhoop (Smallingerland)
De Veenhoop (Fries: De Feanhoop) is een dorp in de gemeente Smallingerland, in de Nederlandse provincie Friesland. De Veenhoop ligt tussen Drachten en Grouw ten zuiden van de Wijde Ee aan het Polderhoofdkanaal.
In 2023 telde het dorp 260 inwoners.

## Geschiedenis

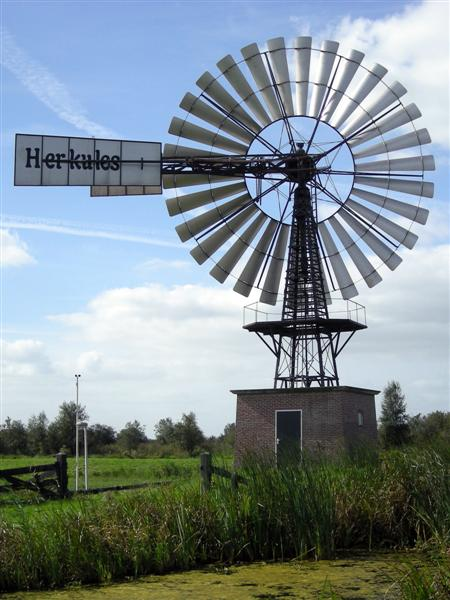
Winmoter Herkules

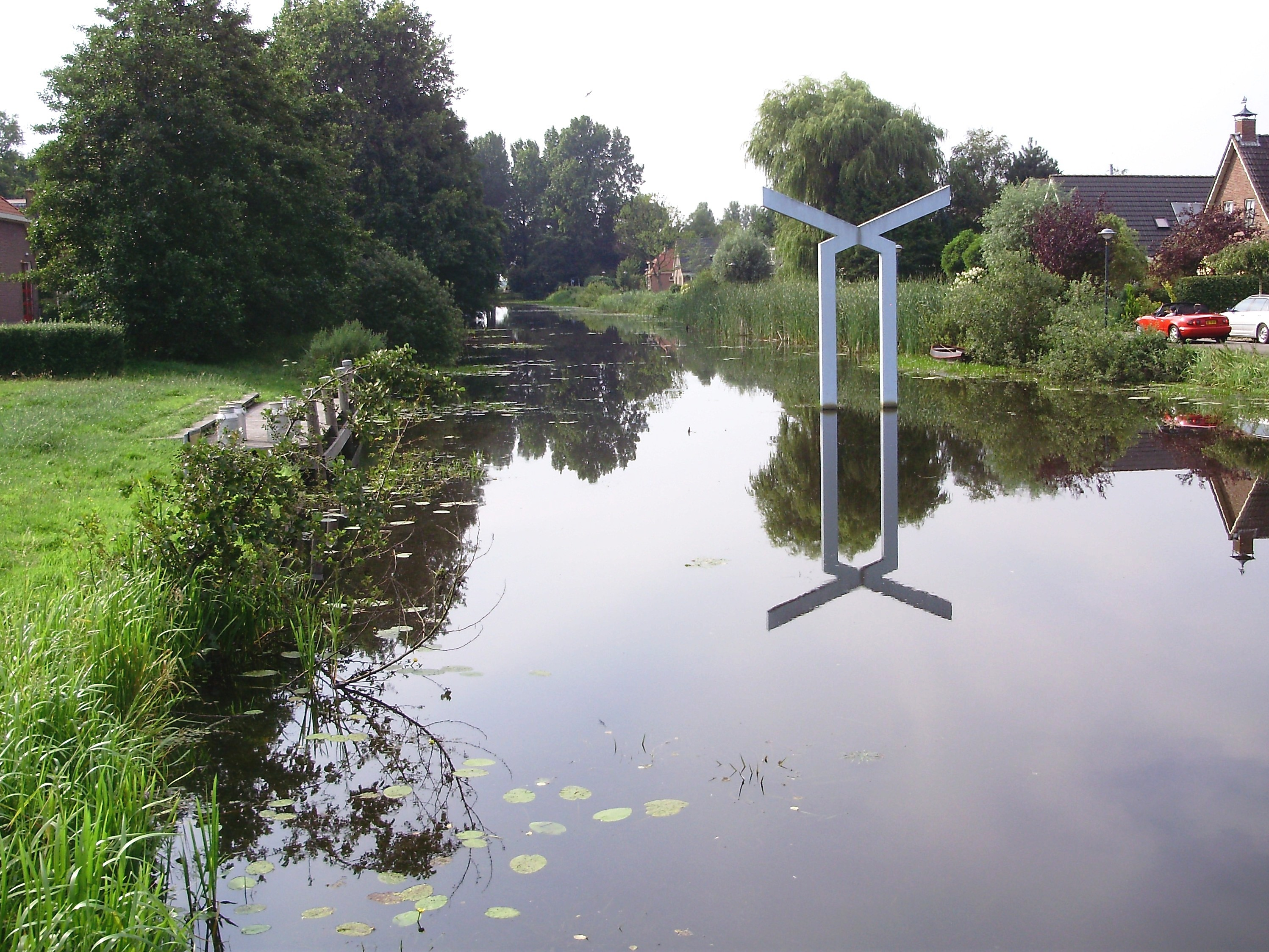
Polderhoofdkanaal met het kunstwerk van Henk Lampe

De Veenhoop is in het begin van de 19e eeuw ontstaan en hoorde bij Boornbergum. In 1955 kreeg De Veenhoop de dorpsstatus. In de 20e eeuw groeide het toerisme. In 2015 werd daarvoor de Polderhoofdkanaal uitgediept om deze goed bevaarbaar te maken.

## Molen
Even ten noordoosten van De Veenhoop staat een Amerikaanse windmotor van het type Herkules Metallicus. De molen is aangewezen als rijksmonument.

## Cultuur
Jaarlijks vormt De Veenhoop het toneel van het Veenhoop festival. Dit festival vindt plaats in het eerste weekend van de noordelijke bouwvakvakantie. De maandag daaropvolgend vindt traditioneel het Skûtsjesilen plaats op De Veenhoop. Vaste gast op het Veenhoop festival was de band Normaal tot hun afscheid in 2015. Andere prominente artiesten die op dit festival hebben opgetreden zijn onder meer Boney M., Status Quo, Meatloaf, Joe Cocker, Golden Earring, Europe, Navarone, DI-RECT en Electric Light Orchestra.

## Veer
Met het fiets-en-voetveer Grietman kan vanuit de Veenhoop de oversteek naar Hooidammen gemaakt worden. Hiervandaan kan het natuurgebied Nationaal Park De Alde Feanen worden bereikt.

## Natuur
Aan de zuidoostzijde van de dorpskern ligt het natuurgebied de Kraanlanden en de Bonnebuskepetten, samen de Petgatten De Feanhoop. Het gebied wordt beheerd door It Fryske Gea. In de Kraanlanden is er een vogelkijkhut en in de Bonnebuskepetten had de schrijver Rink van der Velde een eigen plek om te kunnen schrijven. Dit wordt het Skriuwersarkje genoemd.

## Onderwijs
Tot en met schooljaar 2012-2013 stond er in het dorp een basisschool, De school Op 'e Feanhoop moest echter wegens te weinig leerlingen sluiten.

## Sport
De Korfbalvereniging Altijd Kwiek is opgericht in 1945.
\Vanwege de ligging aan het water is er een jachthaven in het dorp.

## Geboren in De Veenhoop
- Jeen van den Berg (1928-2014), schaatser, winnaar van de Elfstedentocht 1954.